# Caussade
Caussade è un comune francese di 6 795 abitanti situato nel dipartimento del Tarn e Garonna nella regione dell'Occitania. Il borgo è soprannominato "la città del cappello" a causa della lunga tradizione nella produzione di tale indumento.

## Società

### Evoluzione demografica
Abitanti censiti